# ازدواج همجنس در آرکانزاس
ازدواج همجنس‌ها در آرکانزاس در ۹ مه ۲۰۱۴ و با حکم یک قاضی آرکانزاس مبنی بر اینکه ممنوعیت ازدواج همجنس‌ها در ایالت برخلاف قانون اساسی آمریکا است، برای مدت کوتاه یک هفته‌ای، در آن ایالت مجاز شد. در این مدت بیش از ۴۵۰ زوج ازدواجشان را ثبت کردند. دیوان عالی آرکانزاس در ۱۶ مه ۲۰۱۴ حکم قاضی ایالت را متوقف کرد تا به اعتراض مقامات ایالت در این خصوص رسیدگی شود.